# Partizán (YouTube-csatorna)
A Partizán egy közéleti-politikai csatorna a YouTube felületén. Vezető szerkesztője Gulyás Márton.

## Történet
A csatorna 2018 őszén indult; elődje a 2018-as magyarországi országgyűlési választást megelőzően a szintén Gulyás által szerkesztett Slejm – A torkon ragadt politika című csatorna volt. A Slejm mérsékeltebb szociálliberális volt, a Partizánra már inkább a radikálisabb baloldali és az élesebb szociáldemokrata politikai hangvétel a jellemzőbb.[ki szerint?]
A koronavírus-járvány idején a csatorna napi jelentkezésre állt át. 2020. szeptemberében indultak a csatorna interjúműsorai, a Partizán POP és a Partizán Politika. Ebben a popkultúra illetve a politikai élet jelentős személyiségeit szólaltatta meg Gulyás Márton. Az első évadban szerepelt a műsorban többek között Galambos Lajcsi, Gáspár Győző, Bíró Ica, Verebes István, Szilágyi János vagy Pumped Gabo ill. Karácsony Gergely, Márki-Zay Péter, Fürjes Balázs, Fekete-Győr András vagy Hadházy Ákos.
Noha első éveiben a Partizán csatorna erősebben koncentrált a magyar alternatív baloldali szcénára, kevésbé ismert szereplőit vitákra is meghívta, számos, számukra fontos témát feldolgozott, 2021 után egyre inkább professzionalizálódtak, és legtöbb témájuk immár a fősodratú médiával párhuzamos, vendégeik pedig szélesebb körben is ismert közszereplők, miközben az alternatív baloldali tematika háttérbe szorult.
2021-ben további két műsorvezető csatlakozott a csatornához, Balogh Zsófia és Tóth Jakab személyében. Balogh Zsófia elsősorban szociális tematikájú műsorokat szerkeszt, míg Tóth Jakab kezdetben a Monoszkóp c. sorozatban tévés személyiségeket és youtubereket ültetett le egymással. Balogh később átállt a podcast-készítésre, Tóth az .avi című, művészekkel készített videós interjúsorozat befejezte után 2025 elején elhagyta a csatornát.
2022-től újabb műsorvezetők csatlakoztak a csatornához, Feledy Botond külpolitikai szakértő és Ruff Bálint politikai tanácsadó személyében. Feledy podcastot és hírlevelet szerkeszt valamint külpolitikai műsorokotat vezet, Ruff a Vétó c., hetente megjelenő műsor állandó szakértője, ahol Vida Kamilla műsorvezető társaságában beszél aktuális és általános belpolitikai témákról.

## Elismerések
2021-ben Gulyás Márton és a Partizán szerkesztősége nyerte a MÚOSZ Gazdaságpolitikai és Médiatudományi Szakosztály Gazdasági Újságíró Díját.

## Finanszírozás
A csatorna működését szja-felajánlásokból, mikroadományokból, pályázatokból illetve magánszemélyek vagy cégek egyszeri támogatásaiból finanszírozzák.
A Partizán 2023 óta kaphat felajánlásokat a szja 1 százalékából. 2023-ban országosan mindjárt a harmadik helyre került több mint 191 millió forint 21122 személy általi felajánlásával. 2024-ben már első lett több mint 416 millió forint 36978 személy általi felajánlásával.

## Műsorok
- Birodalom[11]
- Közös dolgok
- PartizánPOLITIKA
- PartizánPOP
- PartizánRAPID
- Politikai Vetület
- Vétó

### Korábbi műsorok
- .avi
- A hét vitája
- Az ínség zavara
- agitPOP
- Bizottság
- Daráló
- Előválasztás '22[12]
- Feles
- Háromharmad+[11]
- Háttér Hatalom
- Helyközi Járat
- hetiWTF
- Irodalom és karantén
- Kérdések nélkül nincs változás
- Közgyűlés
- Markoló
- Mindennek a teteje
- Monoszkóp
- Monoszkóp Terepmunka
- Napi Partizán
- Oligarchia
- Olvasókör
- Partizán 60'
- PartizánCHILL
- PartizánDOKU
- PartizánINFO
- PartizánRIPORT
- PartizánSPORT
- PASZT
- Péntek esti Partizán
  - Partizán Sessions
- Spartacus
- Telepjáró
- Zsófilter

## Podcastok
- 1Jövő
- A család az család Podcast
- A jognak asztalánál
- Amerikánó[11]
- A város másik oldalán
- Bezzeg az én időmben...[13]
- Belépési küszöb
- Birodalom után[11]
- Ez egy hivatal
- Feledy Podcast
- Hovatovább
- Gemišt Podcast
- GM készületlenül
- Kiszálló
- Közélet Iskolája Podcast
- Lyukasóra
- Mi a teendő?
- No pasarán!
- Partizán Filmklub
- Partizán Podcast Extra
- Péntek reggel
- Semmi kóla
- Sportszaurusz
- Zsófilter Podcast

## Filmek
- Tiszavasvári fehéren, feketén (2016)
- Vesszen Trianon(!)(?) (2017)
- Rablópártok (2019)
- Szennyhullám - Magyar punkmozaik '78-84 (2020)
- Hülye fiatalság (2021)
- Rablópártok - pótmagánvád (2021)
- Bëlga - Őstörténet (2022)
- Esettanulmány Tiszavasváriból: hogy épült le a baloldal? (2022)
- Rendszerhiba - A magyar film el nem mondott története (2023)
- Apokalipszis testközelből: a vietnámi háború rejtélyes magyar szála (2025)
- 10 év gyűlölet (2025)